# هو تاو
هو تاو (صينى: 胡桃; بينيين: Hú Táo; مضاءة. "الجوز") هو أحد شخصيات جينشين التي يمكن اللعب بها ويعمل كمدير رقم 77 لصالة وانغشنغ الجنائزية في ليو، إحدى مناطق تيفات في جينشين.
يتم التعبير عن الشخصية بواسطة بريانا نيكربوكر باللغة الإنجليزية، وتاو ديان باللغة الصينية، وري تاكاهاشي باللغة اليابانية، وكيم ها رو باللغة الكورية وتم إصدارها في عام 2021 عندما الإصدار 1.3 أصدرت.

## ظهور
هذه الشخصية هي المدير رقم 77 لصالة جنازة وانغشنغ. تُعرف في عطلات نهاية الأسبوع بوجود جانب أكثر حيوية ونشاطًا من خلال لعب المقالب على الناس ولكنها جادة فيما يتعلق بالأمور المتعلقة بمهنتها. 
ظهرت الشخصية لأول مرة في الإصدار 1.3 عبر لافتات محددة تم تشغيلها طوال التحديث، مع إعادة تشغيلها لاحقًا في الإصدارين 2.2 و3.4.
يستخدم هو تاو هجمات بايرو ويستخدم سلاحًا قطبيًا. إنها تختلف عن شخصيات جينشين الأخرى لأنها تستخدم نقاطها الصحية لتحويل ضرر الهجوم إلى هجمات عنصرية فعالة للغاية، مما يؤدي إلى زيادة الضرر الذي يلحق بالخصوم.يمكن وصف الهجوم الانفجاري النهائي بأنه هجوم بعيد المدى يمنحها قدرًا صغيرًا من قوتها إذا أصاب الهجوم خصمًا.

## الترويج والاستقبال
أصبحت الشخصية أقل شهرة بعد إصدارها.
وصل مقطع الفيديو الدعائي للشخصية سريعًا إلى أكثر من مليون مشاهدة، أي أقل من عدد قليل من مشاهداتنا بعد إصداره حيث أصبح تطبيق جينشين هو التطبيق الأكثر مبيعًا في ذلك الوقت.
في يناير 2023، خلال طقوس الفانوس السنوية، قدمت الشخصية أداء راب لاقى استقبالًا مختلطًا ولكنه يتمتع بشعبية كبيرة، حيث اقترح بعض المعجبين ووسائل الإعلام أن الشخصية يجب أن تحتفظ "بموهبتها الخفية" المفترضة لنفسها، بينما أحبها الآخرون و قارنتها ببعض العروض الحية لموري كاليوب والتي أنتجت عددًا كبيرًا من الميمات على الإنترنت.